# Деион (син на Еол)
Вижте пояснителната страница за други личности с името Деион.
Деион (на старогръцки: Δηίων; Δηιονεύς; Deion; Deioneus) в древногръцката митология е цар на Фокида.
Той е син на Еол и на Енарета, дъщеря на Деймах. Брат е на Кретей, Сизиф, Атамант, Салмоней, Магнет и Периер, Макарей, Етлей и на Канака, Алкиона, Писидика, Калика и Перимеда, Танагра и Арна.
Жени се за Диомеда, дъщеря на Ксут. Баща е на Актор, Енет, Филак и Кефал и на Астеродея.